# Troutdale (Oregon)
Pour les articles homonymes, voir Troutdale.
La ville de Troutdale est située dans le comté de Multnomah, dans l’État de l’Oregon, aux États-Unis. Elle comptait 15 962 habitants lors du recensement de 2010.

## Démographie
Au recensement de 2010, sa population était de 15 962 hab dont 5 671 ménages et 4 208 familles résidentes. La densité de population était de 1 037,5 hab/km2
La répartition ethnique était de 83,6 % d'Euro-Américains et 16,4 % d'autres ethnies.
En 2000, le revenu moyen par habitant était de 21 778 dollars avec 4,8 % vivant sous le seuil de pauvreté.

## Personnalité liée à la ville
Kaitlin Olson est née à Troutdale en 1975.

## Source
- (en) Cet article est partiellement ou en totalité issu de l’article de Wikipédia en anglais intitulé « Troutdale, Oregon » (voir la liste des auteurs).